# Разговор с мумией
«Разгово́р с му́мией»— произведение Эдгара Аллана По, написанное в 1845 году.

## Сюжет
Рассказ начинается с того, что главный герой получает письмо от старого друга, в котором тот приглашает прийти к нему на вскрытие мумии. Обрадованный таким предложением, рассказчик спешит к приятелю. При открытии саркофага было обнаружено, что мумия забальзамирована необычным способом:
Мы тщательно осмотрели тело в поисках отверстия, через которое были извлечены внутренности, но, к нашему недоумению, таковое не обнаружили. Никто из присутствовавших тогда не знал, что цельные или невскрытые мумии — явление не столь уж и редкое. Нам было известно, что, как правило, мозг покойника удаляли через нос, для извлечения кишок делали надрез сбоку живота, после чего труп обривали, мыли и опускали в рассол, и только позднее, по прошествии нескольких недель, приступали к собственно бальзамированию. 

(Перевод Инны Бернштейн)
 После осмотра последовало предложение подсоединить к мумии гальванические батареи. После определённых манипуляций мумия оживает и начинает разговаривать с присутствующими. Те, несмотря на необычность ситуации, не испытывают страха. Они заботливо одевают зябнущего в непривычном климате египтянина. Затем компания присаживается к камину и беседует о жизни в Египте, причём Бестолковео (так в переводе Инны Бернштейн передано имя, начертанное на папирусном футляре, в котором находилась мумия; в оригинале — англ. Allamistakeo) охотно просвещает американцев. В частности, когда один из собеседников заявил, что всегда считал скарабея одним из египетских богов, «граф» (так интерпретировал рассказчик титул египтянина) с возмущением возразил: «Ни один народ на земле никогда не поклонялся более чем одному богу. Скарабей, ибис и прочие были для нас (как иные подобные существа для других) всего лишь символами, media при поклонении Создателю, который слишком велик, чтобы обращаться к нему прямо». Он также поясняет причину, по которой до сих пор жив, удивляясь, что кому-то это кажется странным: «Обычная продолжительность человеческой жизни в мое время была примерно восемьсот лет… После того как был открыт принцип бальзамирования, который я вам ранее изложил, нашим философам пришла мысль удовлетворить похвальную людскую любознательность, а заодно содействовать развитию наук, устроив проживание этого естественного срока по частям с перерывами». 
В конце произведения рассказчик решает попросить своих друзей забальзамировать его так же, как и разговорчивую мумию, поскольку ему «давно поперек горла встали эта жизнь и наш девятнадцатый век». К тому же, признаётся он, очень хочется узнать, кто будет президентом лет через двести.

## Литературный вымысел
В Древнем Египте был только один момент монотеизма. Но при этом, нужно понимать, Эдгар По имел в виду, что все разнообразные пантеоны и многобожие — лишь разбивка для удобства восприятия их людскими массами. В абсурдном сюжете (по крайней мере, для наших дней) титул «граф» не должен смущать читателя, а наоборот, даёт ключ к пониманию того, что человечество до сих пор мало что знает о Древнем Египте. В рассказе Бестолковео (имя мумии в переводе рассказа, выполненном И. М. Бернштейн) сообщает много интересного, причём его повествование содержит как явные выдумки, так и умеренно достоверные факты. В эпилоге новеллы у рассказчика возникает неожиданно животрепещущий вопрос — он жаждет узнать, кто будет президентом США в 2045 году.